# Neuromito del hemisferio cerebral dominante
El neuromito del hemisferio cerebral dominante se refiere a la atribución de diferentes características de procesamiento de información. Este neuromito afirma: 
«Algunas personas usan más el hemisferio derecho y otras usan más el hemisferio cerebral izquierdo.» 
Se concluye, por lo tanto, que el uso dominante de ya sea el hemisferio izquierdo o derecho determina la forma de pensar y la personalidad de una persona.

## Antecedentes
Pierre Paul Broca, 

## Porqué se trata de un neuromito
Es un neuromito pensar que los individuos pueden ser categorizados como cerebro izquierdo o cerebro derecho en términos de su personalidad y su forma de procesar la información.  Los hemisferios se conectan entre sí y funcionan siempre como un todo unificado.
En  neurociencia educativa y en neuroeducación, los neuromitos son afirmaciones incorrectas sobre cómo el cerebro está implicado en los procesos de aprendizaje. La idea de que algunos alumnos usan más un hemisferio del cerebro que otro, hace que de esto pueden desprenderse implicancias prácticas en términos de intervenciones pedagógicas que fomenten el aprendizaje, todas ellas equivocadas.
La idea de estilos de pensamiento del hemisferio izquierdo y derecho, que sugiere que cada hemisferio tiene una función específica como la creatividad o la lógica, no está respaldada por evidencia científica. La investigación muestra que ambos hemisferios trabajan juntos en tareas cognitivas como la lectura, las matemáticas y el procesamiento emocional. Por lo tanto, el uso del concepto de hemisfericidad para guiar prácticas educativas se considera cuestionable según la comprensión científica actual. 
Aunque las imágenes cerebrales delinean áreas de activación superior o inferior, en respuesta a tareas particulares, el pensamiento implica interconectividad coordinada de ambos hemisferios cerebrales y no existe un pensamiento separado del cerebro izquierdo o derecho. Incluso muchas personas muestran actividad cerebral en las imágenes de ambos hemisferios para procesar el lenguaje.
Todo nuestro pensamiento requiere niveles más altos de actividad interhemisférica y otras actividades conexas.

## Variantes
Una variante del neuromito anterior es que los varones usan más el hemisferio izquierdo, del pensamiento lógico y racional, lo que los haría ser  mejores en matemática y tener mayor habilidad espacial, mientras que las mujeres usarían más el hemisferio derecho, supuestamente asociado a las emociones y a la creatividad. 
Según este mito, las mujeres, con el hemisferio cerebral derecho más activo, tendrían más capacidad de reacción emocional. 

Las mujeres por su hemisferio predominante, compartirían más detalles en su comunicación, a diferencia del hombre que comunicaría todo de una manera directa y concreta por el solo hecho de utilizar más su hemisferio izquierdo.  
La noción de diferentes estilos de pensamiento hemisférico se basa en una premisa errónea: cada hemisferio cerebral estaría especializado y debería funcionar independientemente con un estilo de pensamiento diferente. Sin embargo, no existe evidencia científica apoye la idea de que existan diferentes estilos de pensamiento dentro de cada hemisferio. Equiparar la localización del lenguaje y el propuesto procesamiento en serie de estímulos en el hemisferio izquierdo a un estilo de pensamiento racional, analítico y lógico, no tiene sustento excepto en las ideas preconcebidas del médico.
La reducción de los dos lados del cerebro a meros asientos de ciertas habilidades o cualidades y la aplicación de esto a la diferencia de géneros se basa en prejuicios y simplificaciones excesivas. Las pruebas con escáneres que pueden identificar la actividad cerebral demuestran que los dos hemisferios trabajan de manera complementaria en todos los seres humanos.
No hay ninguna evidencia científica que pueda sostener la teoría de que los varones utilizan más un hemisferio y las mujeres el otro.
No solo ambos hemisferios están unficados y funcionalmente integrados, sino que la mayoría de las redes en el cerebro  incluyen áreas de ambos hemisferios y no podrían funcionar uno sin el otro. Por ejemplo, los sonidos del lenguaje se procesan en el hemisferio dominante y los sonidos tonales o musicales en el hemisferio no dominante, pero ambos hemisferios obtienen información de ambos oídos y de ambas regiones auditivas primarias. Si no fuera así, la gente perdería su capacidad de oír de un lado después de un ACV.